# Felix Wouters
Pour les articles homonymes, voir Wouters.
Felix Wouters est un boxeur belge né le 25 avril 1915 à Lembeek en Belgique et mort en 1986.

## Carrière
Passé professionnel en 1933, il devient champion de Belgique des poids welters en 1935 puis champion d'Europe EBU l'année suivante. Il perd ce titre européen à Milan en décembre 1938 contre Saverio Turiello, alors qu'il n'a que 23 ans. En mars 1938, Wouters s'incline à domicile contre Marcel Cerdan. Redevenu champion de Belgique de la catégorie entre 1940 et 1942, Wouters met un terme à sa carrière de boxeur en 1946 sur un bilan de 61 victoires, 13 défaites et 6 matchs nuls.